# 讃岐永直
讃岐 永直（さぬき の ながなお）は、平安時代前期の貴族・明法家。姓は公のち朝臣。讃岐権介・讃岐浄直の子。官位は従五位下・大判事。

## 経歴
讃岐氏（讃岐公）は景行天皇の子神櫛王の後裔で讃岐国造家の嫡流子孫。平安時代初期までは讃岐国寒川郡の郡司を務めていたが、平城朝以降に永直の祖父・広直および父・浄直と続いて明法博士に任ぜられた。
祖父や父に続いて永直も明法家の道を歩み、幼い頃から大学寮で学び律令を好んで読んだ。非常に聡明で、一度聞いたことは暗誦してしまったという。
嵯峨朝の弘仁6年（815年）明法得業生兼但馬権博士に任ぜられると、数年後に明法試に及第する。淳和朝の天長7年（830年）明法博士に任ぜられると、左/右少史・勘解由判官も務めた。
仁明朝初頭の承和元年（834年）外従五位下・大判事に叙任。承和3年（836年）に弟の右少史・讃岐永成や従兄弟の讃岐当世らと共に公姓から朝臣姓に改姓する。仁明朝では大判事を務める一方で、勘解由次官・出雲權介・阿波権掾などを兼ね、承和13年（846年）に発生した善愷訴訟事件の裁断にあたっては、明法道の権威として中心的な役割を果たした。
だが、嘉祥元年（848年）に親族である和気斉之の犯罪（大不敬）に連座して土佐国（または佐渡国）への流罪となった。2年後の嘉祥3年（850年）仁明天皇が重態に陥る中で行われた恩赦により帰京を許されて、仁寿3年（853年）本位（外従五位下）に復し、再び明法博士・大判事を歴任、清和朝の貞観元年（859年）には77歳で内位の従五位下に叙せられた。
貞観4年（862年）8月に卒去。享年80。最終官位は従五位下守大判事兼行明法博士。

## 逸話・人物
致仕後も特に許されて自宅で律令を講義する事が許されたこと、判決の要諦を究めて司法に関する官職に就く者から目標とされたこと、朝廷が遣唐使に託して唐の明法家に充てた質問書の中身を事前に閲覧させたところ、全ての質問に対して正しい回答を出したために、質問書の件が中止になった事などが伝えられている。『令集解』に大量に引用されている書物・『讃記』（実物は散逸）の著者であり、『令義解』の編者の一人ともされる。

## 官歴
『六国史』による。
- 弘仁6年（815年） 日付不詳：明法得業生。日付不詳：兼但馬権博士
- 弘仁年間：奉試及第
- 天長7年（830年） 正月：明法博士。夏：右少史、明法博士如故
- 時期不詳：左少史

- 天長8年（831年） 日付不詳：兼勘解由判官
- 時期不詳：正六位上
- 承和元年（834年） 正月7日：外従五位下。日付不詳：大判事。日付不詳：兼勘解由次官
- 承和3年（836年） 3月19日：公姓から朝臣姓に改姓、改本居隷右京職
- 時期不詳：兼出雲權介
- 承和8年（841年） 2月6日：兼阿波権掾
- 嘉祥元年（848年） 12月30日：配流土佐国または佐渡国[5]（連座和気斉之事）
- 嘉祥3年（850年） 3月18日：帰京
- 仁寿3年（853年） 5月13日：復本位（外従五位下）
- 斉衡2年（855年） 2月15日：明法博士
- 斉衡3年（856年） 12月14日：大判事、明法博士如故
- 貞観元年（859年） 11月19日：従五位下（内位）
- 貞観4年（862年） 8月：卒去（従五位下守大判事兼行明法博士）

## 系譜
- 父：讃岐浄直
- 母：不詳
- 生母不明の子女
  - 長男：和気時人[6]
  - 男子：和気永雄
  - 女子：時康親王（後の光孝天皇）更衣